# 睢宁县人民医院
睢宁县人民医院，是中华人民共和国江苏省的一所医院，为二级甲等医院，位于睢宁县城镇中山南路47号。

## 规模
睢宁县人民医院总床位315张，日门诊量713人次。